# Сыроежка оливково-зелёная
Сырое́жка оливково-зелёная (лат. Rússula olivácea) — вид грибов, включённый в род Сыроежка (Russula) семейства Сыроежковые (Russulaceae).

## Описание
Шляпка 10—30 см в диаметре, от выпуклой до плоской, сначала оливково-зелёная, с возрастом либо пестреет от появления красноватых участков, либо полностью становится винно-красной; матовая, сухая, гладкая, твёрдая, кожица отделяется от шляпки только у края, пилеоцистиды отсутствуют, обладает мягким вкусом и запахом.
Пластинки от узко приросших до широко приросших, белые но вскоре светло-жёлтые.
Ножка 7—18 см высотой, ширина 2—6 см, форма — от цилиндрической до булавовидной, белая, частично или полностью покрытая розовым румянцем, сухая, гладкая.
Споры 8,5—10,5 × 7,5—9,0 мкм, жёлтого цвета, почти шаровидные, орнаментация — отдельные шипики до 2 мкм высотой.
Некоторыми рекомендуется к употреблению, но у других вызывает расстройство пищеварения.

## Экология и распространение
Растёт одиночно в прибрежных и горных лесах, преимущественно в сосновых.
Распространена в Северной Америке и Европе.